# Opossum gris à quatre yeux
Espèce
Synonymes
Didelphis opossum Linnaeus, 1758
Répartition géographique
Statut de conservation UICN

 LC 0 : Préoccupation mineure
L'opossum gris à quatre yeux (Philander opossum) est une espèce d’opossum d'Amérique centrale et du Sud, allant du sud du Mexique, au Pérou, en Bolivie et au sud-ouest du Brésil, à des altitudes allant du niveau de la mer à 1 600 m mais généralement en dessous de 1 000 m . Ses habitats comprennent des forêts primaires, secondaires et perturbées. C'est l'une des nombreuses espèces d'opossum de l'ordre des Didelphimorphia et de la famille des Didelphidae. 

## Comportement
L'espèce est nocturne, solitaire et en partie arboricole. On le trouve généralement dans les zones humides, souvent près des cours d'eau, bien qu'il erre dans de nombreux types de végétation différents. C'est un bon nageur.  